# (100160) 1993 TS27
(100160) 1993 TS27 es un asteroide perteneciente al cinturón de asteroides, descubierto el 9 de octubre de 1993 por Eric Walter Elst desde el Observatorio de La Silla, Chile.